# Ula mindanica
Ula (Ula) mindanica là một loài ruồi trong họ Pediciidae. Chúng phân bố ở vùng Indomalaya.